# Marino Faliero (dramat Algernona Charlesa Swinburne’a)

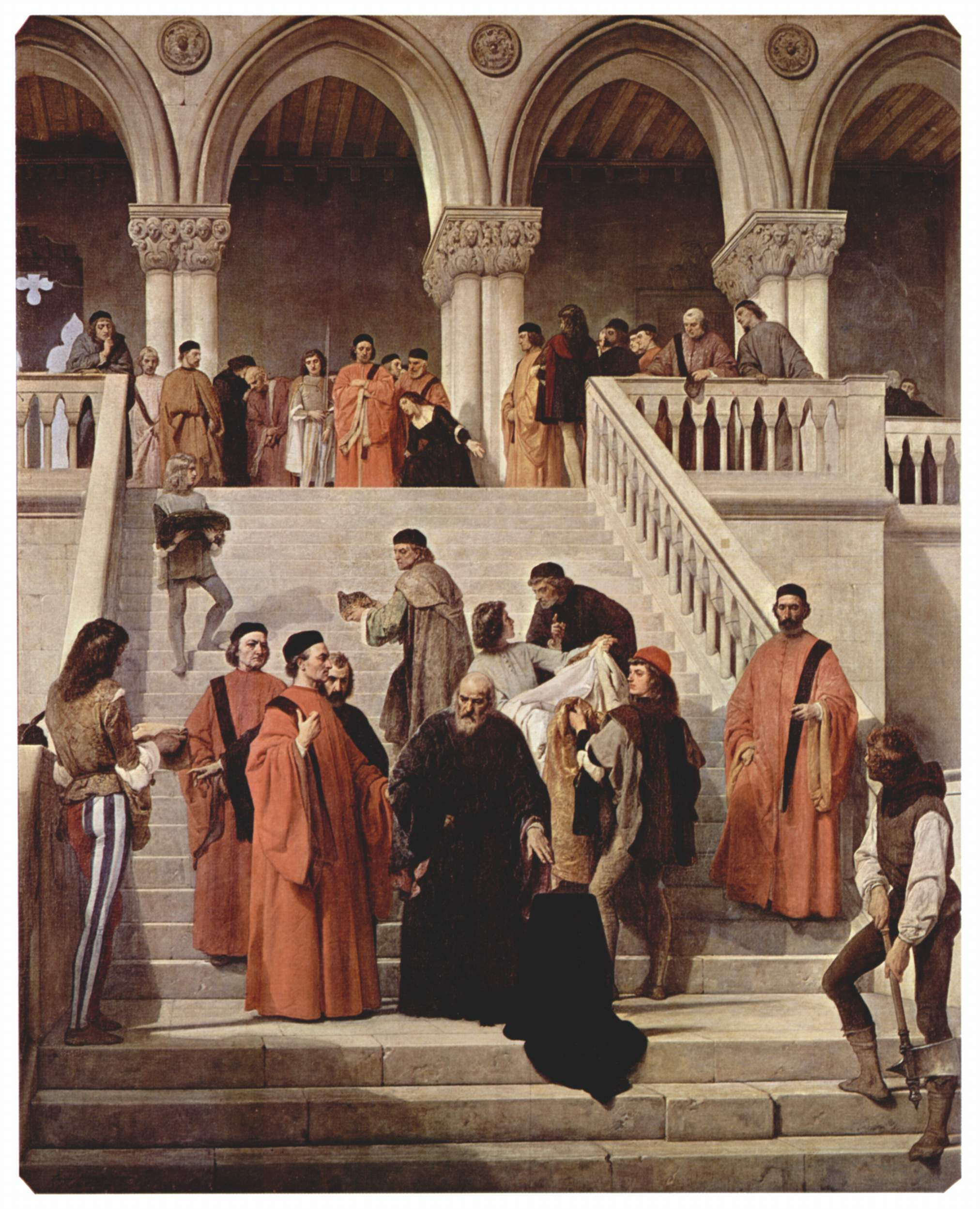
Francesco Hayez, Śmierć Marina Faliera

Marino Faliero – tragedia angielskiego poety i dramaturga Algernona Charlesa Swinburne’a, opublikowany w 1885 nakładem oficyny Chatto & Windus. Bohaterem jest Marino Faliero, wenecki doża z XIV wieku, ścięty za zdradę. Utwór jest poprzedzony dedykacją dla Aurelia Saffiego. Dedykacja ta jest napisana strofą ośmiowersową rymowaną ababbccc. Zasadnicza część dramatu jest ułożona wierszem białym (blank verse), czyli bezrymowym pentametrem jambicznym, ozdabianym wszakże typową dla poetyki Swinburne’a aliteracją.

Some wind should wake these waters, and some wave
Swell toward us from the sunset : but the square
Seems breathless as the very sea to left
That sleeps and thinks it summer. Thou shalt know
Full soon if love and liking toward mine own
Have made mine old eyes blind or wrecked the wits
That once were mine for judgment.